# Stenopetalum pedicellare
Stenopetalum pedicellare är en korsblommig växtart som beskrevs av Ferdinand von Mueller. Stenopetalum pedicellare ingår i släktet Stenopetalum och familjen korsblommiga växter. Inga underarter finns listade i Catalogue of Life.